# Мороз, Григорий Семёнович
Григо́рий Семёнович Моро́з (1893, Шклов — 2 ноября 1937, Москва) — революционер, социал-демократ, большевик, член президиума ВЧК (1920), полномочный представитель ВЧК по Уралу (1922—1924), член ЦКК (1927—1930).

## Биография
Григорий Семёнович (Ефимович) Мороз родился в местечке Шклов Могилёвской губернии в 1893 году в семье мелкого торговца. Григорий получил начальное (низшее) образование, после чего работал в лавке своего отца (или стал рабочим).

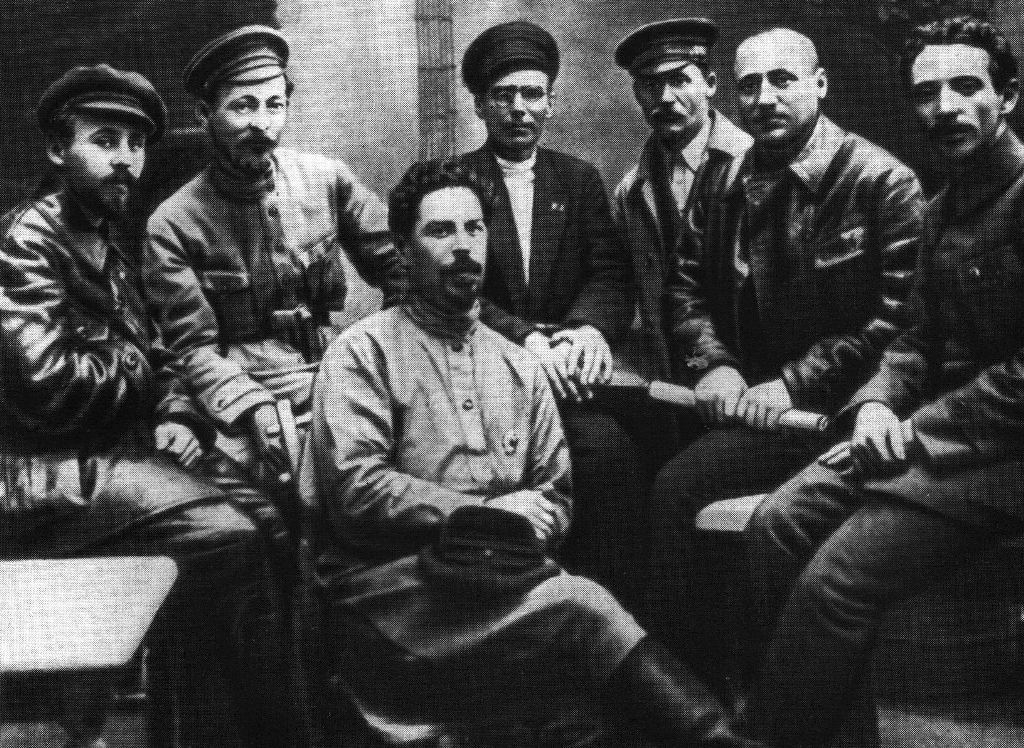
Г. С. Мороз (крайний справа) с сотрудниками ВЧК

Мороз рано заинтересовался политикой, вступив в РСДРП в 1912 году. Первоначально он поддерживал меньшевиков, но в мае 1917 года — примкнул к большевикам. Член Бунда с 1914 года.
В 1914 году Григорий Мороз уклонился от призыва в царскую армию, для чего неоднократно менял места жительства и использовал подложные документы. В 1917 году он перебрался в Петроград и стал участником Октябрьского переворота: входил в Петроградский комитет обороны.
В январе 1918 года Мороз поступил на службу в свежесозданную Всероссийскую чрезвычайную комиссию (ВЧК), став секретарем Отдела по борьбе со спекуляцией в центральном аппарате ВЧК.
С января 1919 года Мороз являлся начальником Инструкторского отдела ВЧК (преподаватель курса «Разведка по вопросам спекуляции»), с марта — членом Коллегии. Уже через месяц, в апреле, он вошёл в состав президиума BЧK. C июня 1919 году Мороз получил пост начальника Следственного отдела ВЧК.

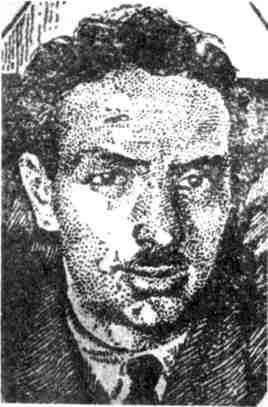
Портрет Г. С. Мороза

В декабре 1920 года Григорий Мороз покинул Москву и отправился в Киргизский край — полномочным представителем ВЧК. С августа 1922 года он получил аналогичный пост на Урале, а также стал начальником Екатеринбургского губотдела ГПУ. С 1926 года Мороз являлся секретарём Уральского обкома ВКП(б).
В 1927—1930 годах Григорий Семёнович состоял членом Центральной контрольной комиссии ВКП(б), после чего он был переведён на хозяйственную работу: стал председателем ЦК Союза работников государственной торговли и кооперации.
Проживал в Москве на улице Серафимовича (в Доме правительства). Был арестован 3 июля 1937 года, а 2 ноября того же года по обвинению в «терроризме и контрреволюционной деятельности» был приговорён ВКВС СССР к высшей мере наказания и в тот же день расстрелян. Реабилитирован 6 июня 1956 года.

## Семья

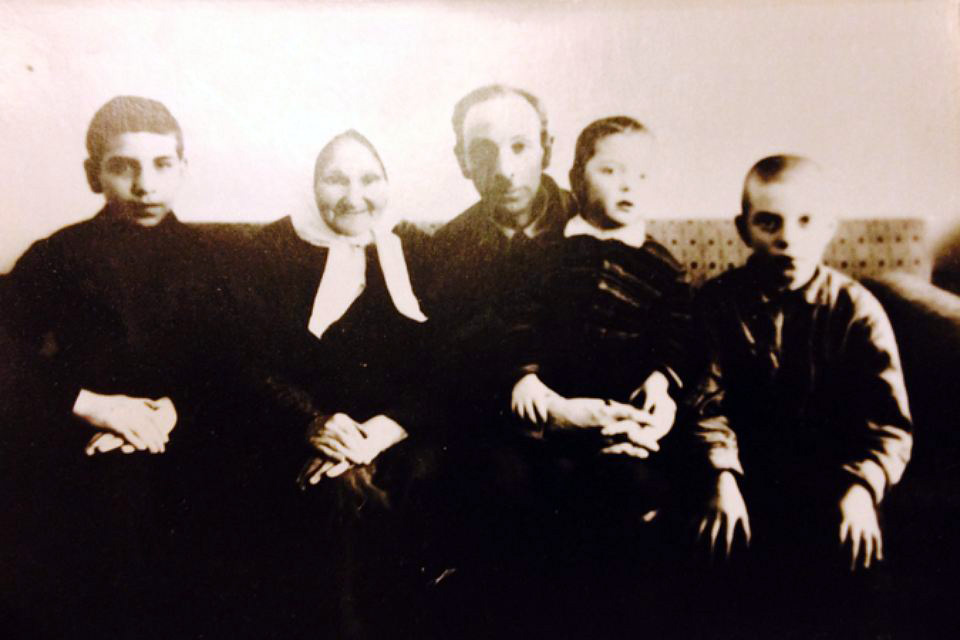
Григорий Семенович с семьёй

Жена: Фанни Львовна Крейндель-Мороз — фармацевт, также была арестована и осуждена на 8 лет.
Дети:
- Самуил — был арестован[8].
- Владимир (ум. 1939) — отправлен в детский дом в шестнадцать лет, затем арестован, умер в заключении[3][9][8].
- Александр.
- Михаил (1927—1999), участник Великой Отечественной войны, после окончания войны жил в г. Гомеле (Беларусь), женился, имел 2 детей, сына в честь брата назвал Владимиром, дочь — Тамара.

## Награды
- Знак почётного работника ВЧК—ГПУ (V № 6; 1922)[1].
- Орден Красного Знамени (1923).